# Minidorysthetus durantoni
Minidorysthetus durantoni är en skalbaggsart som beskrevs av Soula 2002. Minidorysthetus durantoni ingår i släktet Minidorysthetus och familjen Rutelidae. Inga underarter finns listade i Catalogue of Life.